# 角兄麻呂
角 兄麻呂（ろく の えまろ／つぬ の えまろ、生没年不詳）は、奈良時代の貴族。氏姓は觮または角・都能（無姓）のち羽林連。天智朝の官人である小山上・角福牟の後裔か。官位は従五位下・丹後守。

## 経歴
始めは出家し恵耀と称した。文武朝の大宝元年（701年）勅を受けて信成・東樓とともに還俗して本姓に復し、觮兄麻呂となる。その後時期は不明ながら、官人考試帳に陰陽師・高金蔵（以前同時に還俗した信成）や天文博士・王仲文（以前同時に還俗した東樓）らとともに、陰陽師として占卜効験多者最により「中上」の評価されている記録がある（この時の官位は従六位下行陰陽博士。年齢は43歳）。
元正朝の養老3年（719年）従五位下に叙爵する。養老5年（721年）百官の中から学業を修め模範とするに足る者を選んで褒賞を与えたが、陰陽に優れる者として、津守通・王仲文らとともに、絁10疋・絹糸10絇・布20端・鍬20口を与えられた。神亀元年（721年）多数の渡来人に対して日本風の氏姓が与えられたが、この時兄麻呂は都能（無姓）から羽林連に改姓している。
神亀4年（727年）七道に使者が派遣され、国司の勤務状況と治世業績の巡察が行われたが、兄麻呂は著しく法を犯していたとして流罪に処された。
『万葉集』に難波・住吉行幸に従駕した際の作と想定される和歌作品4首が採録されている、角麻呂と同一人物ともされる。

## 官歴
『続日本紀』による。
- 大宝元年（701年）8月2日：還俗、復本姓（觮兄麻呂）
- 時期不詳：従六位下。陰陽博士[5]
- 時期不詳：正六位上
- 養老3年（719年） 正月13日：従五位下
- 養老5年（721年） 正月27日：賜絁10疋、絹糸10絇、布20端、鍬20口
- 神亀元年（721年）5月13日：都能（無姓）から羽林連に改姓
- 時期不詳：丹後守
- 神亀4年（727年） 12月20日：流罪